# Draperjeva točka
Draperjeva točka je približna temperatura, pri kateri skoraj vse trdnine oddajajo vidno svetlobo zaradi sevanja črnega telesa. Znaša 525 °C (798 K oziroma 977 °F), določil pa jo je John William Draper leta 1847.
Telesa pod to temperaturno točko sevajo v glavnem v infrardečem delu spektra, torej pri daljših valovnih dolžinah, in oddajajo zanemarljivo malo vidne svetlobe. Vrednost Draperjeve točke se lahko izračuna iz Wienovega zakona:
{\displaystyle \nu _{\rm {vrh}}={\frac {2,821}{h}}k_{\rm {B}}T\!\,,}
kjer je:
- {\displaystyle k_{\rm {B}}\!\,} – Boltzmannova konstanta,
- {\displaystyle h\!\,} – Planckova konstanta,
- {\displaystyle T\!\,} – temperatura (v kelvinih),
- {\displaystyle \nu _{\rm {vrh}}\!\,} – frekvenca vrha sevanja pri Draperjevi točki.

Z izračunom se dobi frekvenco vrha sevanja, ki znaša 46,9 terahercov (THz), kar se nahaja ravno na prehodu iz infrardečega spektra sevanja v slabo vidno temno rdečo barvo.
Po Stefan-Boltzmanovem zakonu črno telo pri Draperjevi točki seva 23 kW na kvadratni meter, kar je večinoma v infrardečem delu spektra.